# Haría (plaats op Lanzarote)
Haría is de hoofdplaats van de gelijknamige gemeente op het Spaanse eiland Lanzarote. Het dorp telt ongeveer 1100 inwoners en is gelegen in een dal.
Het dorp staat bekend als een van de mooiste dorpen van het eiland, en is gelegen achter het Famara-gebergte. Vanwege de daar hogere neerslag is het ook de meest groene plaats van Lanzarote. Waar elders op het eiland praktisch geen bomen groeien, is de vallei rond het dorp Haria meer bezaaid met palmbomen. 
Het dorp is bereikbaar over de LZ-10, van waar men een fraai uitzicht heeft op het dorp en dal.

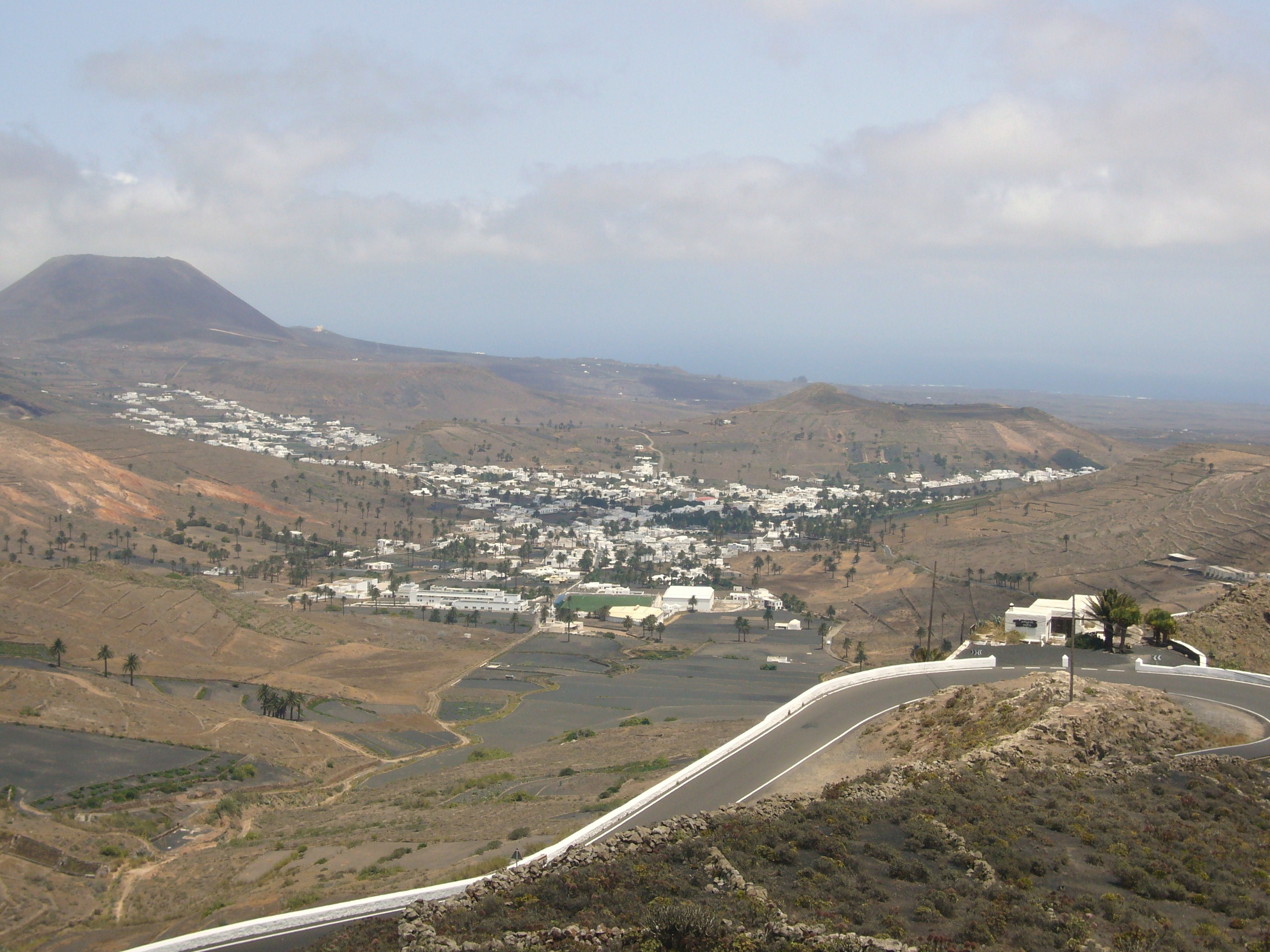
Het dorp Haria, met op de achtergrond de vulkaankrater Montaña Corona. Noord-Lanzarote